# Renault Rusland

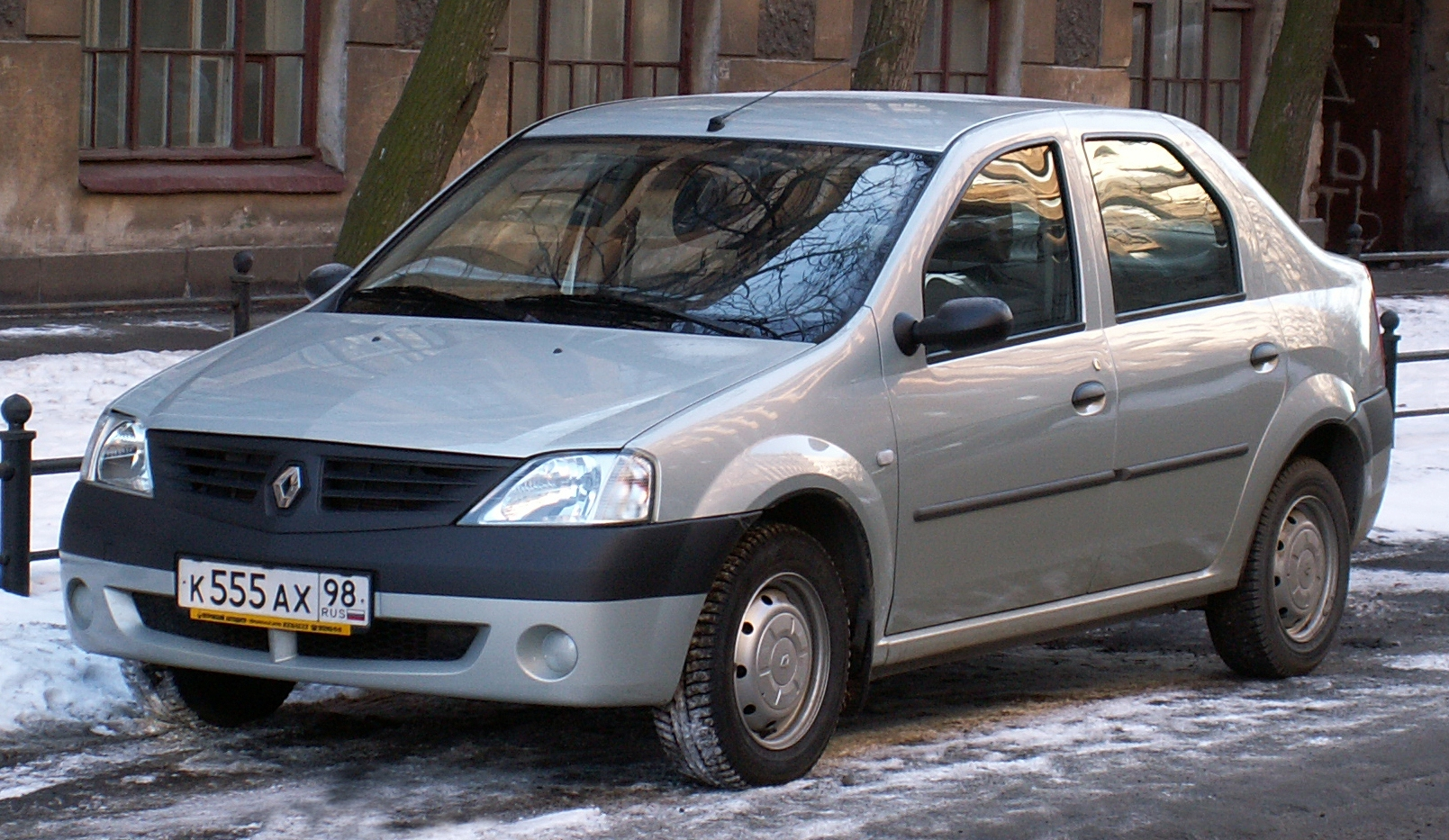
Eerste generatie Renault Logan

Renault Rusland (Russisch: Рено Россия, Reno Rossija), tot 2014 bekend als Avtoframos (Russisch: Автофрамос, Avtoframos), was een Russische autofabrikant, opgericht in 1998 en sinds 2012 een volle dochteronderneming van Renault. In mei 2022 hield het bedrijf op te bestaan en werden de activa overgenomen door het stadsbestuur van Moskou.

## Geschiedenis
In juli 1998 ondertekenden de toenmalig locoburgemeester van Moskou, Valeri Sjantsev, en een vertegenwoordiger van Renault een overeenkomst om een joint venture voor de automobielindustrie op te richten vanuit de oude Moskvitsj-fabriek. Renault en de stad Moskou hadden het nieuwe bedrijf gezamenlijk in eigendom. De assemblage van de auto's begon in april 1999. In 2005 was de fabriek in volle productie en in 2010 werd de capaciteit verdubbeld tot 160.000 auto's per jaar.
In oktober 2004 kocht Renault 26% van de aandelen van Moskou in het partnerschap en verhoogde in 2006 zijn participatie tot 94,1%. Eind 2012 kocht de Franse autofabrikant de resterende aandelen van Avtoframos.
In juli 2014 kondigde Renault een naamswijziging aan van zijn Russische dochteronderneming en veranderde de naam van Avtoframos in Renault Rusland om de relatie van het bedrijf met de kopers van in Rusland gemaakte auto's met Renault-emblemen te versterken.
Na de Russische invasie van Oekraïne in 2022 haalde Renault in mei van dat jaar Renault Rusland uit zijn portfolio en nam daarnaastafscheid van zijn meerderheidsbelang in het eveneens Russische AvtoVAZ. Renault Rusland werd volledig overgedragen aan het bestuur van de stad Moskou. De burgemeester van Moskou Sergej Sobjanin maakte bekend dat de fabriek voor de Russische markt waarschijnlijk opnieuw auto's onder de merknaam Moskvitsj gaat produceren, met vrachtwagenfabrikant Kamaz als belangrijkste technologische partner.

## Producten
Vanaf eind 2002 tot 2004 produceerde de fabriek de Renault Symbol, de sedanversie van de Renault Clio.
Sinds 2005 assembleert de fabriek de Renault Logan. De totale productie in 2007 bedroeg 69.000 auto's, met een toename tot 73.000 auto's in 2008.
In 2009 begon de fabriek met de productie van de Renault Sandero hatchback, die in 2011 werd gevolgd door de Renault Duster.
In 2013 produceerde het bedrijf 195.112 auto's van de types Duster, Mégane, Fluence, Logan en Sandero.

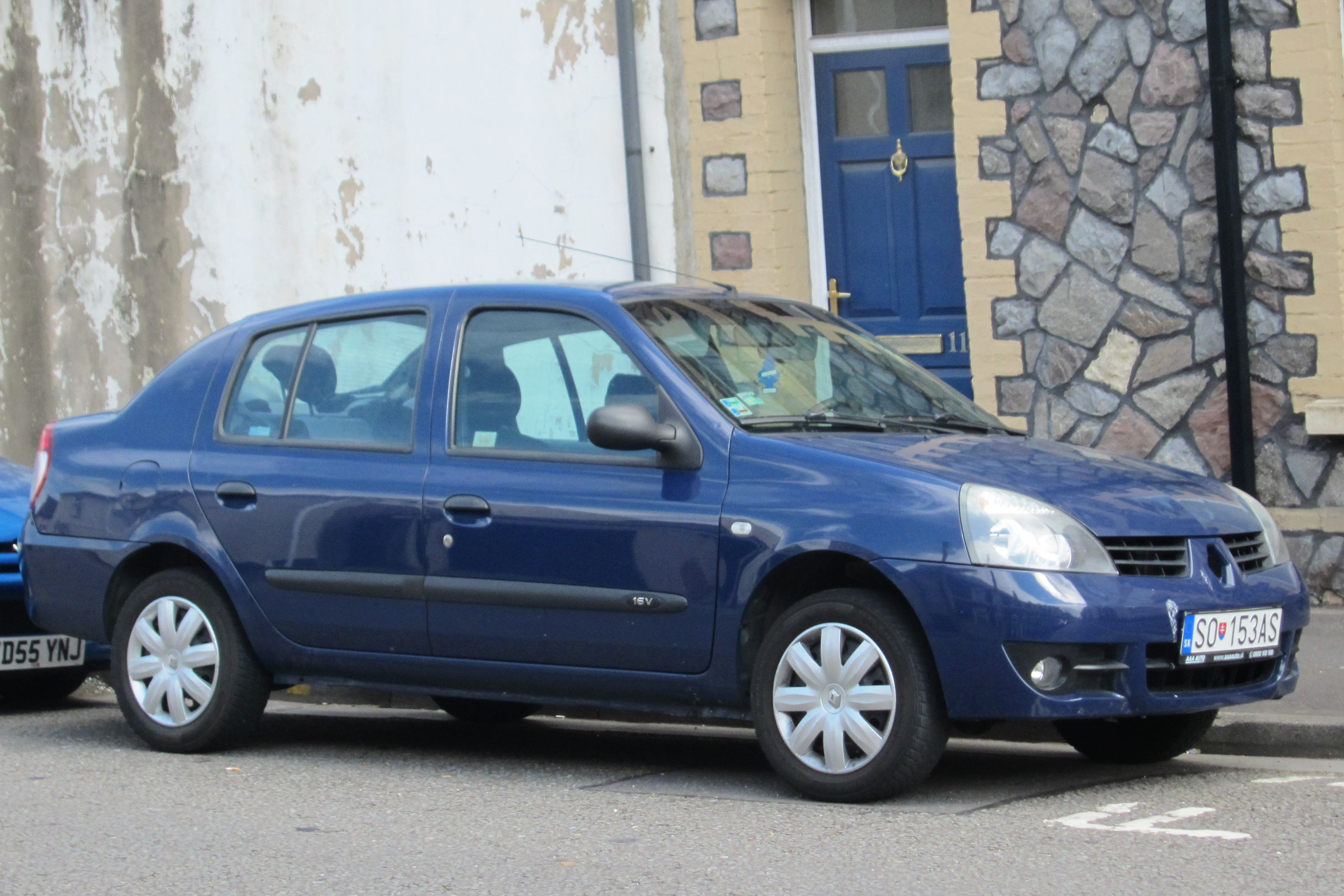
Renault Symbol
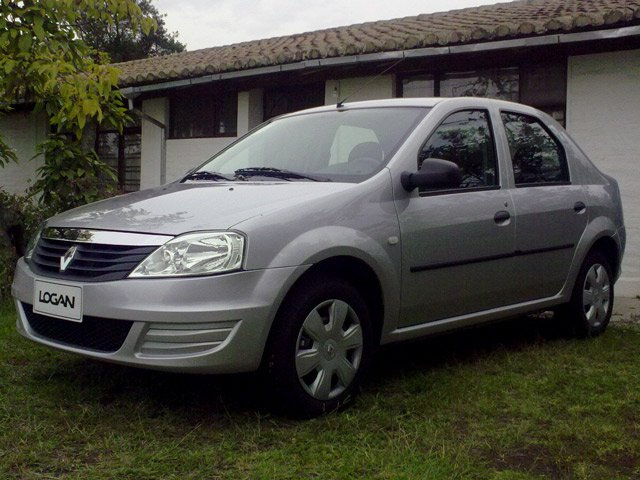
Renault Logan
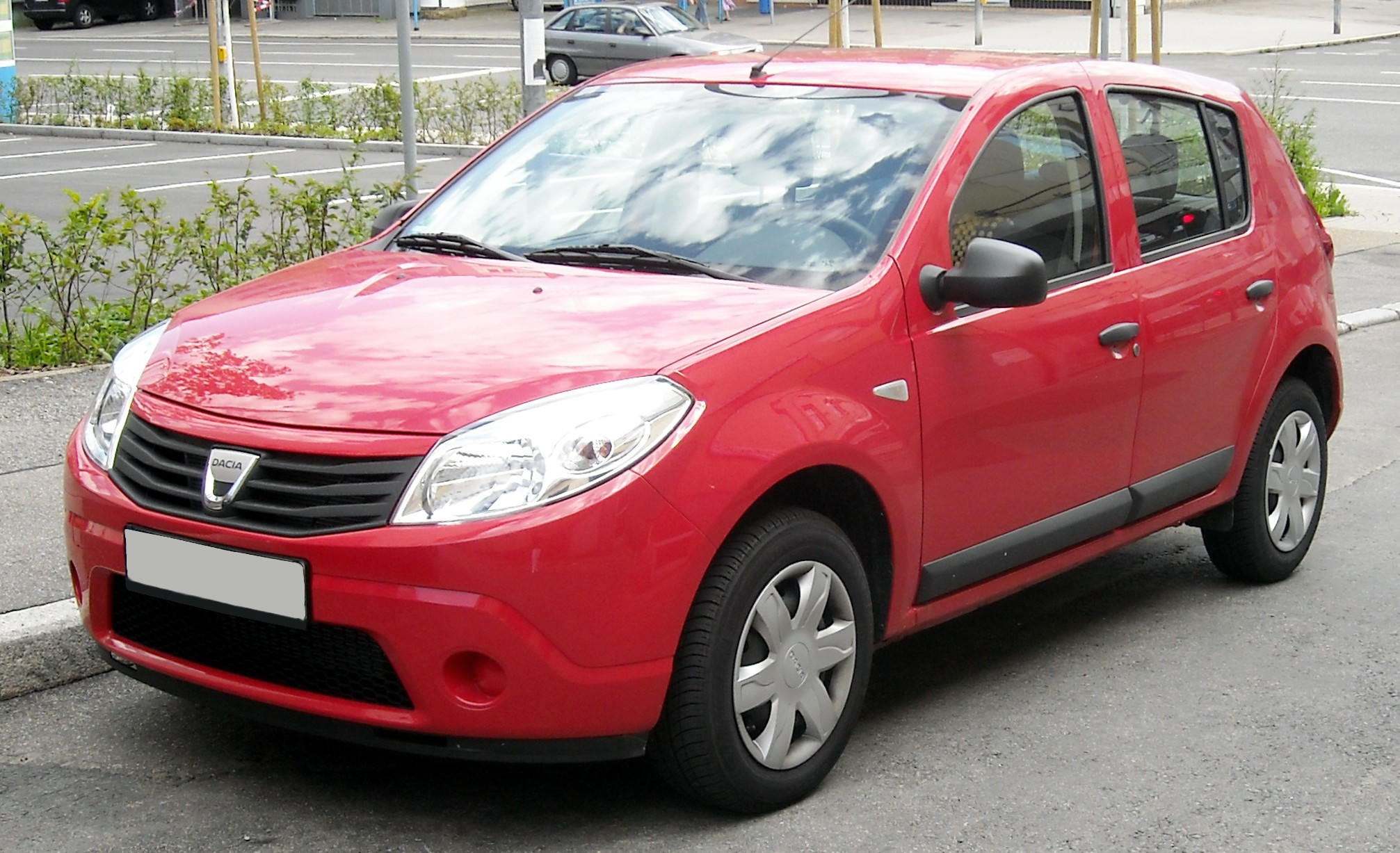
Renault Sandero
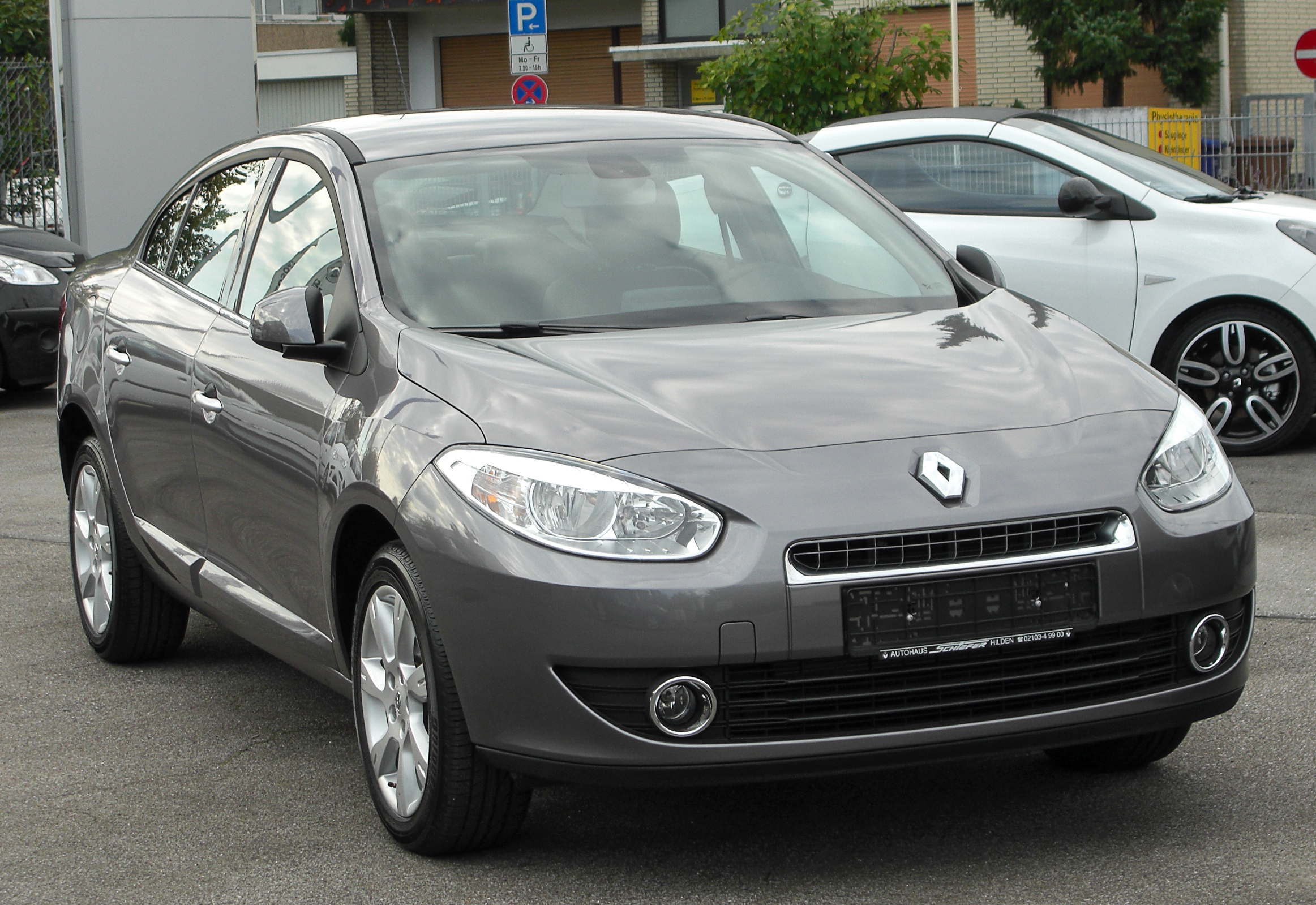
Renault Fluence
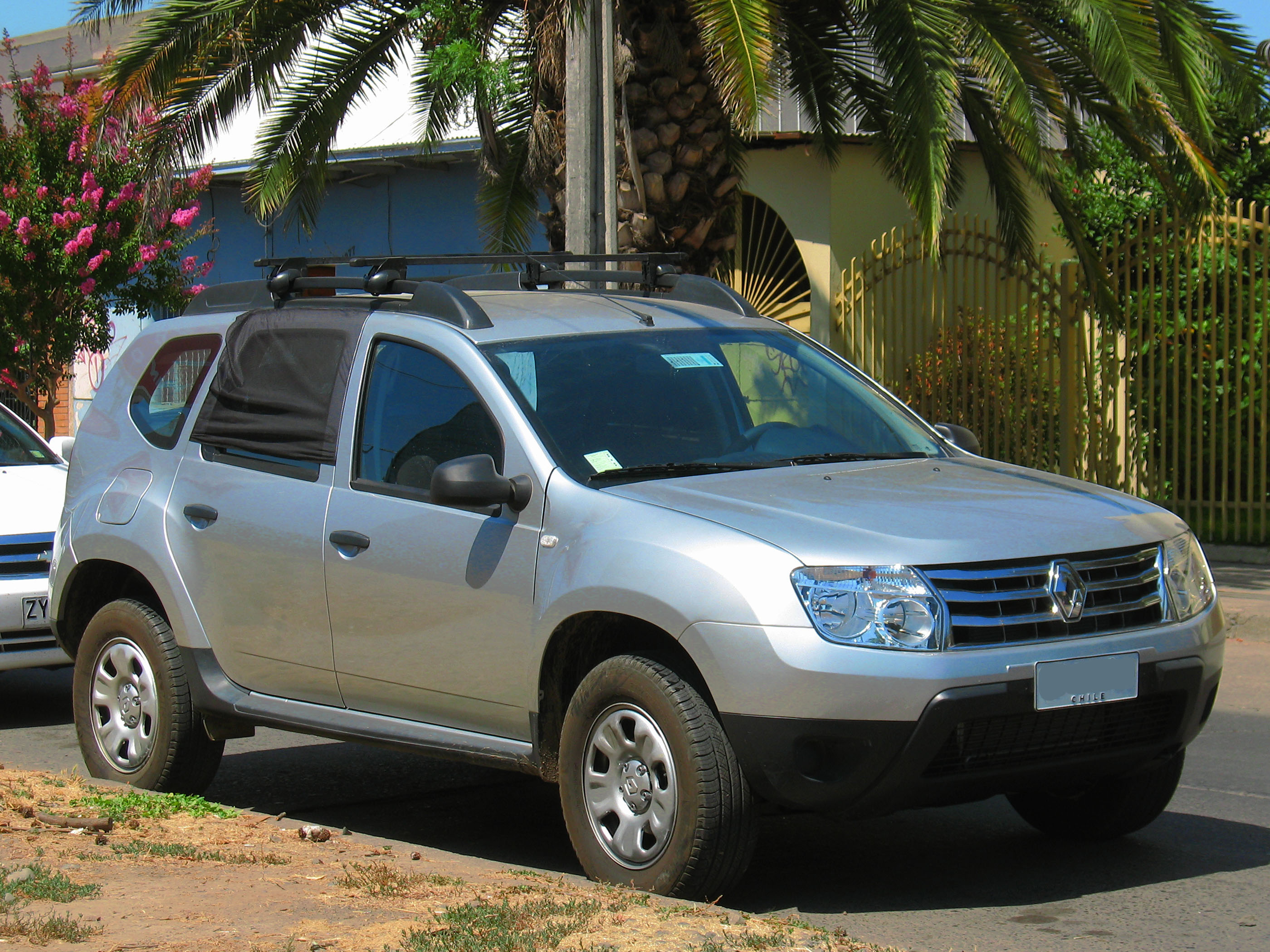
Renault Duster
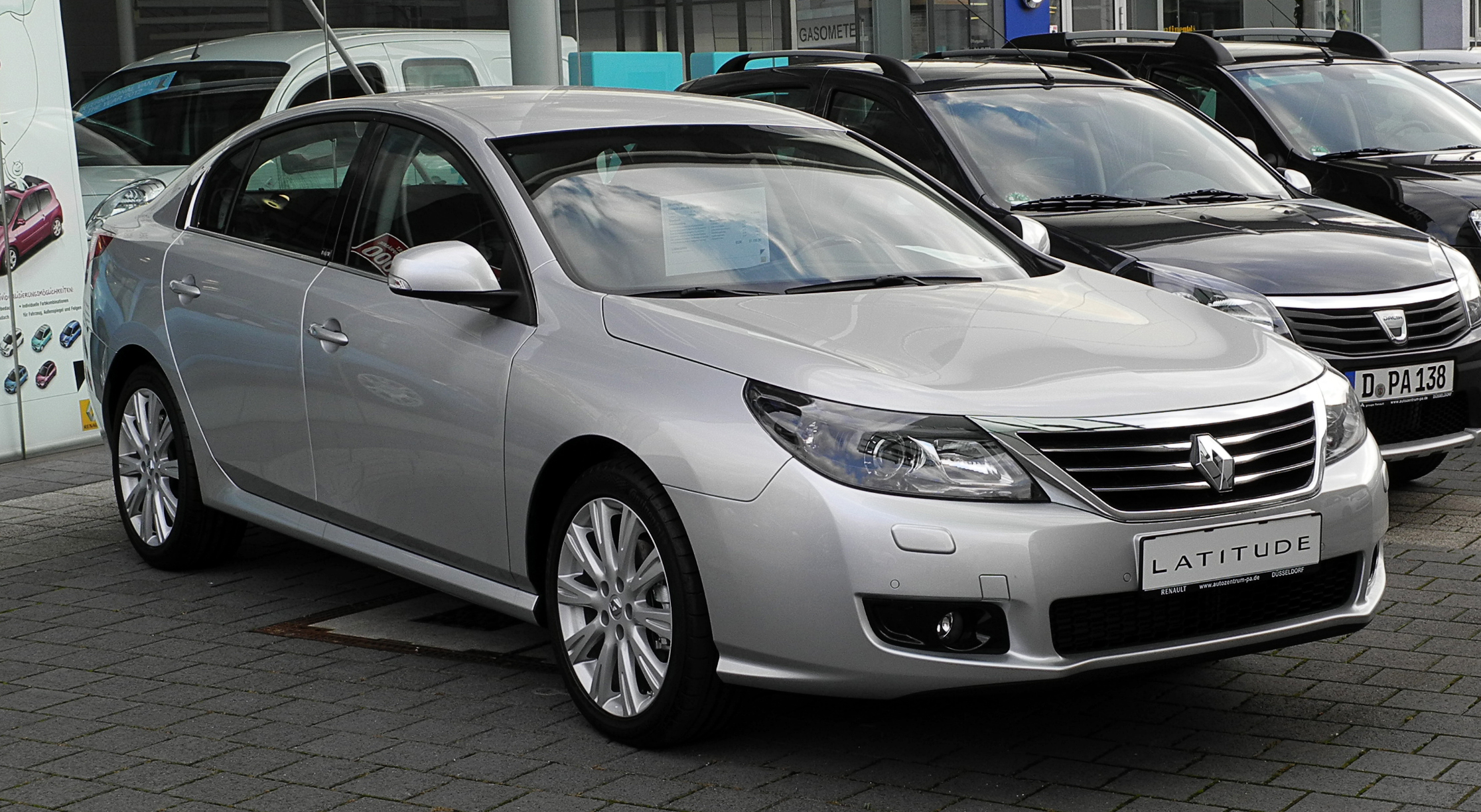
Renault Latitude
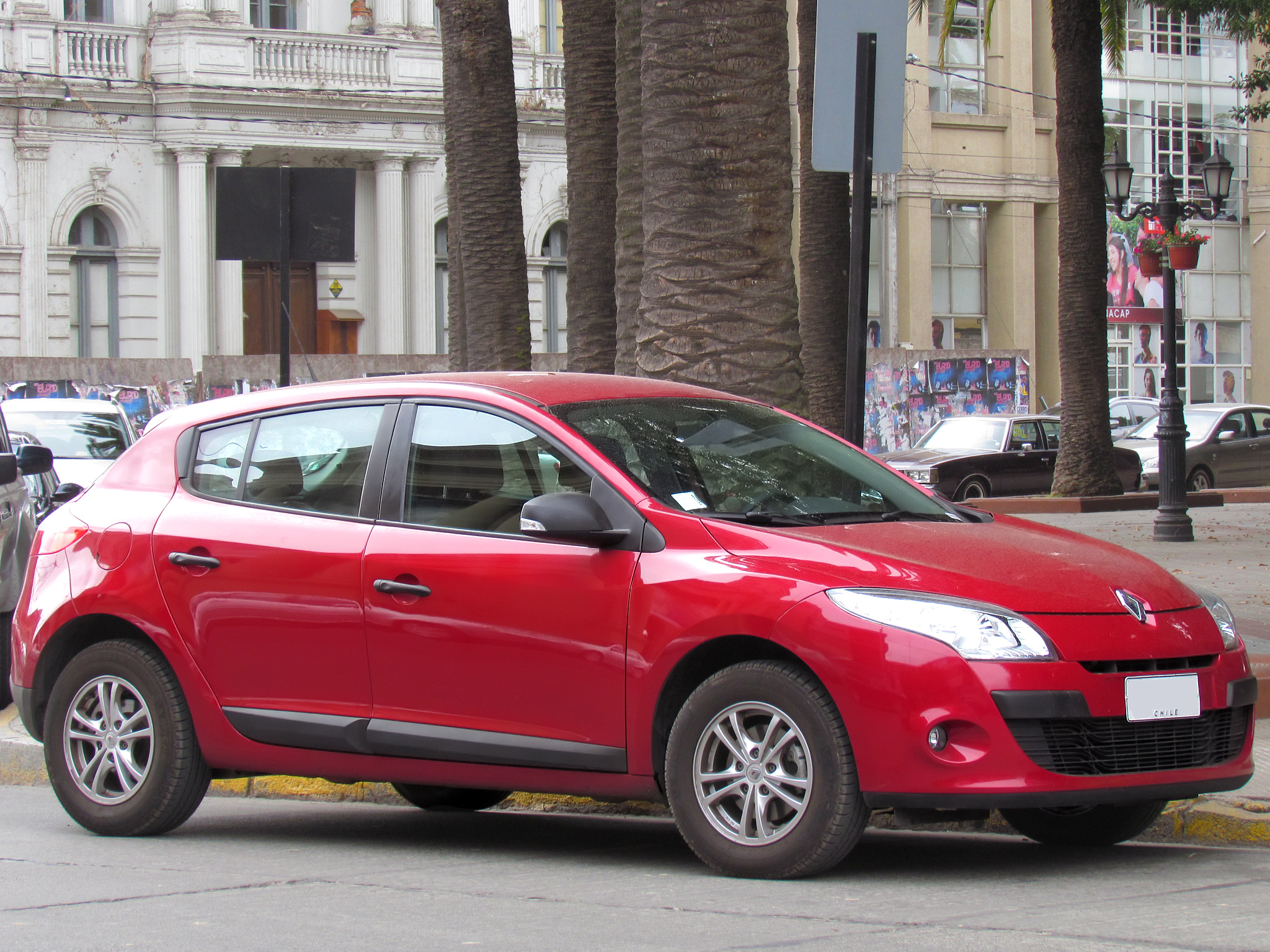
Renault Mégane
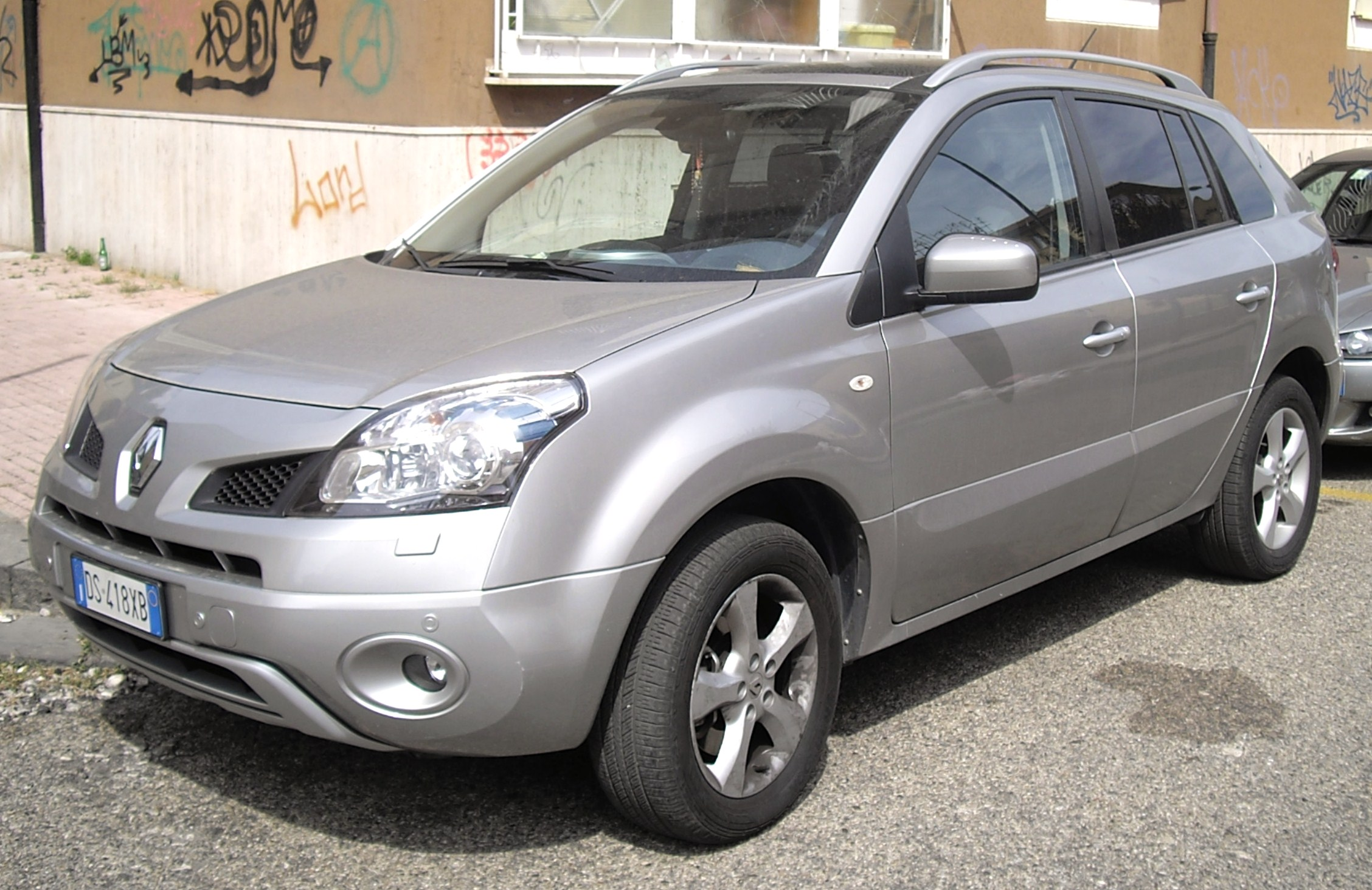
Renault Koleos